# Daňkovice
Daňkovice település Csehországban, a Žďár nad Sázavou-i járásban. Daňkovice Spělkov, Javorek, Sněžné, Krásné, Líšná és Borovnice településekkel határos. Lakosainak száma 173 fő (2024. január 1.).

## Népesség
A település lakosságának változását az alábbi diagram mutatja:
| Lakosok száma | 351  | 318  | 342  | 441  | 206  | 141  | 147  | 154  | 158  | 173  |
|               | 1869 | 1890 | 1921 | 1950 | 1980 | 2001 | 2017 | 2019 | 2022 | 2024 |